# 中原临时人民政府
中原临时人民政府是1949年3月至1950年2月间存在的大行政区级别的人民政府，辖区即是中原行政区。它与华北人民政府、东北行政委员会是中华人民共和国建国前在大解放区设立的政府机构，是中央人民政府和大行政区人民政府的建制雏形。

## 历史
1948年底，随着第二次国共内战推进，中原解放区已管辖7个行署、34个专区、10个市、209个县、1263个区，人口已达到5千万。1948年10月，解放军相继攻占郑州、开封，中原地区基本解放，工作重心从乡村向城市转移，原有的农村包围城市的解放区行政区划和分散独立的工作方式难以适应支前大决战、进军全中国的任务。1948年10月23日，中原局向中共中央呈送中原临时人民政府的报告，认为有必要成立中原人民民主政府，并拟定了临时政府领导人名单。中共中央很快批复同意。1948年11月18日中原局作出《关于召开临代会成立行政委员会的几个决定》，任命邓子恢（中原局第三书记兼中原军区副政委主持日常工作）、吴芝圃（豫皖苏行署主任）、李一清（豫西行署主任）、许子威（桐柏行署主任）、刘子厚（鄂豫行署主任）5人组成中原临时人民代表会议筹备委员会，规定区域代表59人由各界联席会议推选，职业与团体代表25人、少数民族代表3人、推聘代表8人由筹委会拟定办法。1948年11月20日发布《中共中原中央局为召开中原临时人民代表会议建立中原临时人民民主政府向中原各界人民建议书》，提出了代表会议人数分配意见和行政委员会组织及人选名单。11月26日，中原局发出《关于召开各级座谈会，讨论宣传中原局的建议书》，要求各级党委立即召开各级座谈会，讨论宣传中原局的建议书，同时通知各地出席代表及应注意的事项。
1949年3月3日至6日，在开封召开中原临时人民代表会议，原定代表110名，实到代表82名，出席79名。会议讨论了如何积极做好支前工作，保护工农经济利益与民主权利；讨论了政府组织大纲及选举法。李雪峰代表中原局作施政方针报告，确定了支援前线，发展生产和整顿财政为今后三大中心工作。大会选出了21名委员组成的中原临时人民政府委员会。选举刘伯承等21人为中原临时人民政府委员。3月6日，发布中原临时人民政府秘字第一号布告，宣告中原临时人民政府在此日正式成立，主席邓子恢等人在7日就职视事，启用印信。

                    中原临时人民政府秘字第一号布告

由于中原形势胜利的发展，为了领导全区人民统一而有组织的进行支援战争，进一步发展国民经济，管理实业与交通，完成大规模的民主改革与社会改革，本月三月六日中原临时人民代表大会依法选举：刘伯承、邓子恢、李先念、李雪峰、吴芝圃、李一清、刘子久、王国华、陈再道、许子威、田丰、李实、范醒之、潘梓年、赵敏、嵇文甫、刘名榜、蔡书彬、卜盛光、王毅斋、袁笑千等二十一人为中原临时人民政府委员，组成中原临时人民政府。

中原临时人民政府委员会第一次会议，依法推举邓子恢为中原临时人民政府主席，吴芝圃、李一清为副主席，通过任命各正副部长、院长、中州农民银行总经理及秘书长等，并决议除皖、苏部分划华东区外，重划中原区为鄂豫、江汉、陕南三个行署区、陕州、洛阳、郑州、许昌、南阳、汝南、商丘、淮阳、陈留九个直辖专署区及开封、郑州二个直辖市。子恢等于本月七日就职视事，启用中原临时人民政府印信；中原临时人民政府自即日起宣告成立；原豫皖苏、豫西行署宣告撤消。特此布告周知。

此布

                    主席邓子恢  

                    副主席吴芝圃 李一清

                    中华民国三十八年

成立时，中原临时人民政府管辖三个行政公署，直辖九个专员公署、两个直辖市：
- 鄂豫行政公署
- 江汉行政公署
- 陕南行政公署
- 陕州专区
- 洛阳专区
- 郑州专区
- 许昌专区
- 南阳专区
- 汝南专区
- 商丘专区
- 淮阳专区
- 陈留专区
- 开封市
- 郑州市

中原临时人民政府成立时，正值中国人民解放军第二野战军准备渡江作战，第四野战军先遣兵团进入湖北准备南下解放华中，大军云集河南、湖北，每日用粮甚为巨大，支前任务异常繁重。1949年3月中原临时人民政府作出《关于支援南下大军供应工作的决定》，提出了供应的原则，分配了各分区的支援任务。3月17日中原临时人民政府、中原军区联合下达《关于全力支援南下大军、建立各级支前组织的命令》，各级党政军均要建立支前司令部或指挥部或委员会，中原支前司令部司令员毕占云，政委李一清，参谋长杨少桥。对交通运输工具实施统制，军运为主，兼顾商运；给价包运，废除义务民夫制；沿途设立粮草站和供应站。除了在粮食供给上严格有关制度外，还在全区实行了预借公粮的办法，以筹借军需粮草。同时办理借粮手续，凭发给凭证可以顶抵公粮交售任务。当时中原临时人民政府和中原军区还赶印一批粮秣票，军用粮票和预借粮证，另又印制有粮票、料票、草票、柴票与同期印制的《中国人民解放军预借公粮证》以及各野战军的预借粮证、借粮证同时在本区使用。中原临时人民政府还在领导各地剿匪反霸、动员参军、土地改革、发展生产，作出《关于恢复和发展农业生产的指示》。
1949年5月8日，中原临时人民政府召开第二次委员会议，作出了关于批准成立湖北省人民政府和湖北军区的决定，任命李先念为主席、王任重为副主席。
1949年6月14日中央人民政府机关人员从开封出发，18日抵达汉，府址在汉口南京路商业银行内（今武汉图书馆）。至1949年9月，中华人民共和国建立前夕，辖区已扩大为河南、湖北、湖南、江西、广东、广西6省及武汉、广州2市，共辖4个行政公署，56个专员公署，11个省辖市，513个县，面积115万平方公里，人口1.37亿人。
1950年2月5日，根据中央人民政府委员会第四次会议批准，撤销中原临时人民政府，工作交中南军政委员会。

## 机构设置
- 主席邓子恢
- 副主席吴芝圃、李一清
- 委员21人：刘伯承、邓子恢、李先念、李雪峰、吴芝圃、李一清、刘子久、王国华、陈再道、许子威、田丰、李实、范醒之、潘梓年、赵敏、嵇文甫、刘名榜、蔡书彬、卜盛光、王毅斋、彭笑千
- 秘书长
- 副秘书长马豫章
- 财经部 部长范醒之 副部长杨少桥
- 中州农民银行：总经理陈希愈
- 交通部 部长许子威（兼任郑州铁路局军事代表、铁路局党委书记。1948年冬主动辞去交通部长职务，专任郑州铁路局党委书记兼军事代表），副部长杨少桥
- 农林水利部 部长彭笑千/林一山（四野南下工作团秘书长）
- 民政部 部长李实
- 教育部 部长刘子久
- 商业部 部长范醒之
- 公安部 部长卜盛光
- 司法部 部长田丰
- 中原人民法院